# ГЕС Шавантіс
ГЕС Шавантіс (порт. Usina Hidrelétrica de Chavantes) – гідроелектростанція на сході Бразилії на межі штатів Сан-Паулу та Парана. Розташована між малою ГЕС Паранапанема (31 МВт, вище по течії) та ГЕС Ourinhos, входить до складу каскаду на річці Паранапанема, лівій притоці Парани.
В межах проекту річку перекрили комбінованою бетонною та земляною греблею висотою 89 метрів та довжиною 500 метрів, на яку витратили 239 тис м3 бетону та 5,2 млн м3 ґрунту. Ця споруда утримує водосховище з площею поверхні 400 км2 та об’ємом 9,4 млрд м3 (корисний об’єм 3 млрд млн м3), в якому можливе коливання рівня поверхні між позначками 465,2 та 474 метри НРМ (максимальний рівень на випадок повені дещо більший – 475,5 метра НРМ, а площа поверхні зростає до 428 км2). Разом зі сховищем розташованої вище ГЕС Jurumirim воно здійснює накопичення ресурсу для підвищення ефективності роботи каскаду.
Під час будівництва з метою відведення води проклали два тунелі діаметром по 4,9 метра, які потім використали для подачі ресурсу до пригреблевого машинного залу. Останній обладнали чотирма турбінами типу Френсіс потужністю по 103,5 МВт, які працюють при напорі у 76 метрів. 
Видача продукції відбувається по ЛЕП, що розраховані на роботу під напругою 230 кВ та 88 кВ.
В 2000-х роках на ГЕС Chavantes облаштували диспетчерський центр для управління іншими станціями каскаду на Паранапанемі.